# Ettadhamen-Mnihla
Ettadhamen-Mnihla (àrab: التضامن المنيهلة, at-Taḍāmun al-Mnīhla) és una antiga municipalitat o baladiyya de Tunísia, formada per les ciutats de Mnihla i Ettadhamen, ambdues a la rodalia de la ciutat de Tunis. El 2016 les dues ciutats, que formaven dues circumscripcions o dàïres dins de la mateixa municipalitat es van separar per formar dues municipalitats independents, Ettadhamen i Mnihla, coincidents amb les dues delegacions o mutamadiyyes homònimes.
L'antic municipi estava format per dues ciutats populars creades a la dècada del 1970 amb l'arribada d'emigrants de l'interior del país. Els antics districtes construïts en il·legalitat, posteriorment es van integrar en el pla director de l'aglomeració tunisiana i, abans de la seva dissolució, formaven el quart municipi de Tunísia pel que fa a la població, amb 142.953 habitants el 2014.

## Administració
Fins a la seva dissolució l'any 2016 formaven una municipalitat o baladiyya, amb codi geogràfic 12 16 (ISO 3166-2:TN-12), dividida en dues circumscripcions o dàïres:
- Ettadhamen (12 16 11)
- El Mnihla (12 16 12)

Les dues circumscripcions són, al seu torn, centre de dues delegacions o mutamadiyyes, Ettadhamen (12 56) i El Mnihla (12 57).